# Cornelia Klier
Cornelia Klier (Dorfilm, 19 maart 1957) is een Duits roeister.
Klier won in de periode 1977-1979 drie wereldtitels, één in acht en twee in de twee-zonder. Klier behaalde haar grootste succes tijdens de Olympische Zomerspelen 1980 met de gouden medaille in de twee-zonder.

## Resultaten

### Olympische Zomerspelen
| Jaar | Plaats | Resultaten        |
| ---- | ------ | ----------------- |
| 1980 | Moskou | in de twee-zonder |

### Wereldkampioenschappen roeien
| Jaar | Plaats    | Resultaten        |
| ---- | --------- | ----------------- |
| 1977 | Amsterdam | in de acht        |
| 1978 | Cambridge | in de twee-zonder |
| 1979 | Bled      | in de twee-zonder |

1976: Sijka Kelbetsjeva & Stojanka Groejtsjeva ·
1980: Ute Steindorf & Cornelia Klier ·
1984: Rodica Arba & Elena Horvat ·
1988: Rodica Arba & Olga Homeghi ·
1992: Marnie McBean & Kathleen Heddle ·
1996: Megan Still & Kate Slatter ·
2000: Georgeta Damian & Doina Ignat ·
2004: Georgeta Damian & Viorica Susanu ·
2008: Georgeta Andrunache-Damian & Viorica Susanu ·
2012: Helen Glover & Heather Stanning ·
2016: Helen Glover & Heather Stanning ·
2020: Grace Prendergast & Kerri Gowler ·
2024: Ymkje Clevering & Veronique Meester